# تسعديت عيسو
تسعديت عيسو (ولدت 19 يونيو 1989 بسيدي عيش، ولاية بجاية، الجزائر) هي لاعبة كرة طائرة جزائرية. شاركت في الألعاب الأولمبية ببكين 2008 و لندن 2012 مع المنتخب الجزائري للسيدات وفي كأس العالم 2011 و فازت معه بالبطولة الإفريقية 2009 .

## معلومات الاندية
النادي الحالي : نجمة الشلف (الجزائر) 
النادي السابق : جمعية ولاية بجاية (الجزائر) 
النادي الأول : نادي صدوق بجاية (الجزائر) 
- منتخب الجزائر لكرة الطائرة سيدات
- البطولة الجزائرية لكرة الطائرة سيدات

## روابط خارجية
- تسعديت عيسو على موقع عالم الكرة الطائرة (الإنجليزية)
- تسعديت عيسو على موقع اللجنة الأولمبية الدولية (الإنجليزية)
- تسعديت عيسو على موقع أوليمبيديا (الإنجليزية)